# ایگون شوایدلر
 ایگون شوایدلر (آلمانی: Egon Schweidler؛ زاده ۱۰ فوریهٔ ۱۸۷۳ – درگذشته ۱۰ فوریهٔ ۱۹۴۸) یک فیزیک‌دان اهل اتریش بود.